# 政府の失敗
経済学において政府の失敗（せいふのしっぱい、英語：Government failure）とは、経済のメカニズムの中で、政府主導の裁量的な経済政策が意図したような成果を上げられず、経済活動が非効率化すること。

## 解説
現実の政策決定は、ハーヴェイロードの前提のような理想的な状況と異なり、そのような経済合理性に基づかない政策立案・施行システムが存在する場合には経済的損失をもたらす可能性がある。ジェームズ・M・ブキャナンは、拡張的な公共投資や減税が広く支持される一方で、公共サービスの削減や増税などの黒字財政が政治的に不人気な政策となることを指摘し、「民主政治の世界では、赤字予算に比べて黒字予算が生きのびる見込みは、はるかに少ない」と語っている。
世界恐慌以降の経済政策として、ジョン・メイナード・ケインズの思想に基づき、産出量ギャップを解消するには、財政赤字を前提とした上で国債発行による資金調達を行い、公共事業に投資することが経済活性化に有効であり、失業対策にもなるとされた。だが、効率性や採算に基づかない事業が政治的判断で行われ、莫大な国債発行残高は国家財政の重荷となってしまった。
その他の政府の失敗の原因としては、計画された政策の実現までのタイムラグなどの問題があげられる。

## 留意点
経済学者のジョセフ・E・スティグリッツは、政府の介入による利益を、「政府の失敗」がもたらす社会的損失が上回る場合、そのような甚大な消費を伴う政府の介入は撤回されるべきであるとしている。
経済学者の田中秀臣は「『政府の失敗』が深刻であるからといって、市場経済に問題を丸投げすることは素朴な手法である。『政府の失敗』が除去できたからといって、『市場の失敗』の可能性が消え去るわけではない」と指摘している。